# Diputación Provincial de Almería
La Diputación Provincial de Almería es una institución pública que presta servicios directos a los ciudadanos y presta apoyo técnico, económico y tecnológico a los ayuntamientos de los municipios de la provincia de Almería, en la comunidad autónoma de Andalucía, España. Además, coordina algunos servicios municipales y organiza servicios de carácter supramunicipal. Tiene su sede central en la calle Navarro Rodrigo 17 de la ciudad de Almería, un edificio de estilo ecléctico de finales del siglo XIX, diseñado por el arquitecto Trinidad Cuartara. Actualmente el presidente de la Diputación es Javier Aureliano García Molina (PP) desde enero de 2019.

## Servicios
- Boletines oficiales, biblioteca y hemeroteca, en sede central.
- Protección Civil, en carretera de Ronda, 216.
- Residencia Asistida de Ancianos, en carretera del Mami, s/n, La Cañada de San Urbano.
- Sección de Asesoramiento en Recursos Humanos y Desarrollo Local, en calle Juan Leal, 6 1.º B.
- Servicio provincial de drogodependencias y adicciones, en paseo de San Luis, s/n.
- Servicios sociales comunitarios, en calle Reyes Católicos, 12.
- Vivero provincial, en carretera del Mami, s/n, La Cañada.

## Organismos Autónomos y Empresas
- A.C.L. Radio - Agencia de Comunicación Social, en sede central.
- Empresa Provincial para la Vivienda, S.L., en sede central.
- Instituto Almeriense de Tutela, en sede central.
- Instituto de Estudios Almerienses, en plaza Julio Alfredo Egea, 3.
- Patronato para el Centro Asociado de la UNED, en sede central.
- Patronato Provincial de Turismo, en plaza Bendicho, s/n.

## Consorcios
- Bomberos del Poniente, en polígono industrial La Redonda, calle II, 36 de El Ejido.
- Almanzora-Levante para la Recogida y Tratamiento de Residuos Sólidos Urbanos y Agrícolas, en calle Embajador Inocencio Arias, 4 2.º A de Albox.
- Gestión de residuos del sector II, en calle Tulipán, 1 de Benahadux.

## Lista de presidentes
- 1995-2003: Luis Rogelio Rodríguez-Comendador (PP)
- 2003-2007: José Añez (PP y desde 2005, Partido de Almería)[1]
- 2007-2011: Juan Carlos Usero López (PSOE)[2]
- 2011-2019: Gabriel Amat Ayllón (PP)
- 2019-actualidad: Javier Aureliano García Molina (PP)

### Histórico de presidentes desde 1979
| Legislatura      | Partido político               | Partido político | Presidente de la Diputación       | Nombramiento | Cese |
| ---------------- | ------------------------------ | ---------------- | --------------------------------- | ------------ | ---- |
| I legislatura    |                                | UCD              | José Fernández Revuelta           | 1979         | 1983 |
| II legislatura   |                                | PSOE             | Antonio Maresca García-Esteller   | 1983         | 1987 |
| III legislatura  | Tomás Azorín Muñoz             | PSOE             | 1987                              | 1991         |      |
| IV legislatura   | Tomás Azorín Muñoz             | PSOE             | 1991                              | 1995         |      |
| V legislatura    |                                | PP               | Luis Rogelio Rodríguez-Comendador | 1995         | 1999 |
| VI legislatura   | 1999                           | PP               | Luis Rogelio Rodríguez-Comendador | 2003         |      |
| VII legislatura  | José Añez Sánchez              | PP               | 2003                              | 2005         |      |
| VII legislatura  | José Añez Sánchez              |                  | PAL                               | 2005         | 2007 |
| VIII legislatura |                                | PSOE             | Juan Carlos Usero López           | 2007         | 2011 |
| IX legislatura   |                                | PP               | Gabriel Amat Ayllón               | 2011         | 2015 |
| X legislatura    | 2015                           | PP               | Gabriel Amat Ayllón               | 2019         |      |
| XI legislatura   | Javier Aureliano García Molina | PP               | 2019                              | 2023         |      |
| XII legislatura  | Javier Aureliano García Molina | PP               | 2023                              | Presente     |      |

## Composición
Después de las municipales de 2023, la Diputación queda compuesta por tres grupos políticos: PP, PSOE y Vox .
| Distribución de la Diputación tras las elecciones municipales de 2023 | Distribución de la Diputación tras las elecciones municipales de 2023 | Distribución de la Diputación tras las elecciones municipales de 2023 | Distribución de la Diputación tras las elecciones municipales de 2023 | Distribución de la Diputación tras las elecciones municipales de 2023 |
| Partido político                                                      | Votos                                                                 | %                                                                     | Diputados                                                             |                                                                       |
| --------------------------------------------------------------------- | --------------------------------------------------------------------- | --------------------------------------------------------------------- | --------------------------------------------------------------------- | --------------------------------------------------------------------- |
| Partido Popular Andaluz (PPA)                                         | 139.502                                                               | 48,25%                                                                | 16                                                                    |                                                                       |
| Partido Socialista Obrero Español de Andalucía (PSOE-A)               | 83.273                                                                | 28,80%                                                                | 8                                                                     |                                                                       |
| Vox (VOX)                                                             | 26.579                                                                | 9,19%                                                                 | 3                                                                     |                                                                       |

### Distribución de escaños por partidos judiciales
| Partido judicial |    |   |   | Diputados |
| ---------------- | -- | - | - | --------- |
| Almería          | 9  | 5 | 2 | 16        |
| Berja            | 3  | 1 | 1 | 5         |
| Huércal-Overa    | 2  | 1 |   | 3         |
| Vera             | 2  | 1 |   | 3         |
| Total            | 16 | 8 | 3 | 27        |

## Organización
En la legislatura 2023/27 la Diputación queda organizada de la siguiente forma:
- Presidente.
- Área de Presidencia Lucha contra la Despoblación y Turismo.
- Área de Hacienda, Nuevas Tecnologías y Vivienda.
- Área de Fomento, Medio Ambiente y Agua.
- Área de Bienestar Social, Igualdad y Familia.
- Área de Asistencia a Municipios.
- Área de Recursos Humanos y Régimen Interior.
- Área de Promoción Agroalimentaria.
- Área de Cultura y Cine.
- Área de Deportes y Juventud.